# Alan Whitney Brown
Alan Whitney Brown (* 8. Juli 1952 in Charlotte, Michigan) ist ein US-amerikanischer Comedian.
Er wurde als Comedian bekannt durch seine Auftritte bei Saturday Night Live in den 1980er Jahren. Dort war er der Partner von Dennis Miller und trat als Nachrichtensprecher auf, der unter dem Titel The Big Picture witzige Kommentare brachte. Eine Auswahl erschien auch als Buch. Zurzeit arbeitet er bei Air America Radio.
Zuvor arbeitete er in der The Daily Show, ebenfalls als Witz-Nachrichtensprecher. Seine Karriere begann Brown als Straßenkünstler (Jongleur und Musiker).
Brown ist seit 2011 mit der Bluesmusikerin Carolyn Wonderland verheiratet.

## Bekannte Aussprüche
- „There are a billion people in China. It's not easy to be an individual in a crowd of more than a billion people. Think of it. More than a billion people. That means even if you're a one-in-a-million type of guy, there are still a thousand guys exactly like you.“ – aus Saturday Night Live
(In China gibt es über eine Milliarde Menschen. Da ist es nicht leicht, ein Individuum zu sein. Wenn man darüber nachdenkt: Mehr als eine Milliarde Menschen, das heißt, wenn du einzigartig unter einer Million bist, gibt es immer noch 1000 Leute, die genau wie du sind.)

- „I think our bombs are smarter than our high school students – at least they can find Kuwait.“ – aus Saturday Night Live
(Ich glaube unsere Bomben sind schlauer als unsere Schüler – wenigstens finden die Kuwait.)